# Elecciones estatales de Yucatán de 2024
Las elecciones estatales de Yucatán de 2024 se llevaron a cabo el domingo 2 de junio de 2024, y en ellas se renovaron los titulares de los siguientes cargos de elección popular del estado mexicano de Yucatán:
- Gobernador del Estado: Titular del poder ejecutivo del Estado, electo para un periodo de seis años no reelegibles en ningún caso que comenzaría su gobierno el 1 de octubre de 2024 y finalizará el 30 de septiembre de 2030. El candidato electo fue Joaquín Díaz Mena.
- 35 diputados estatales: 21 diputados electos por mayoría relativa y 14 designados mediante representación proporcional con posibilidad de reelección hasta por 4 periodos más para integrar la LXIV Legislatura del Congreso del Estado.
- 106 ayuntamientos: Compuestos por un presidente municipal, un síndico y sus regidores, electos para un periodo de tres años, con posibilidad de reelección para un periodo más.

## Organización

### Partidos políticos
En las elecciones estatales tienen derecho a participar ocho partidos políticos. Siete son partidos políticos nacionales: Partido Acción Nacional (PAN), Partido Revolucionario Institucional (PRI), Partido de la Revolución Democrática (PRD), Partido del Trabajo (PT), Partido Verde Ecologista de México (PVEM), Movimiento Ciudadano (MC) y Morena, así como un partido político estatal: Nueva Alianza Yucatán.

### Distritos electorales
En agosto de 2022 el Congreso del Estado de Yucatán determinó modificar la integración de las legislaturas a partir de 2024. El número de diputados aumentó de 25 a 35, pasando de 15 diputados de mayoría relativa a 21 y de 10 designados por representación proporcional a 14. La modificación fue propuesta para ajustar la representación de los diputados al aumento demográfico del estado.
Para la elección de diputados de mayoría relativa del Congreso del Estado de Yucatán el estado se divide en 21 distritos electorales. La nueva distritación electoral vigente fue publicada por el Instituto Nacional Electoral en diciembre de 2022.
| Distrito | Cabecera   | Municipios | Mapa |
| -------- | ---------- | ---------- | ---- |
| 1        | Mérida     | 1          |      |
| 2        | Mérida     | 1          |      |
| 3        | Mérida     | 1          |      |
| 4        | Mérida     | 1          |      |
| 5        | Mérida     | 1          |      |
| 6        | Mérida     | 1          |      |
| 7        | Mérida     | 1          |      |
| 8        | Mérida     | 1          |      |
| 9        | Mérida     | 1          |      |
| 10       | Kanasin    | 1          |      |
| 11       | Tecoh      | 10         |      |
| 12       | Umán       | 7          |      |
| 13       | Hunucmá    | 8          |      |
| 14       | Progreso   | 9          |      |
| 15       | Motul      | 11         |      |
| 16       | Izamal     | 18         |      |
| 17       | Tizimín    | 6          |      |
| 18       | Temozón    | 12         |      |
| 19       | Valladolid | 6          |      |
| 20       | Tekax      | 8          |      |
| 21       | Ticul      | 10         |      |

## Candidaturas y coaliciones

### Unidos Gana Yucatán
En noviembre de 2023 se registró la coalición «Unidos Gana Yucatán», integrada por el Partido Acción Nacional (PAN), el Partido Revolucionario Institucional (PRI) y el partido Nueva Alianza Yucatán. El 1 de noviembre de 2023 Renán Barrera Concha, presidente municipal de Mérida, se registró como único precandidato de la coalición para la gubernatura del estado. El 8 de febrero de 2024 se registró ante la autoridad electoral local como candidato único por dicha coalición a la gubernatura del Estado. 

### Sigamos Haciendo Historia
El 4 de noviembre se formalizó la coalición «Sigamos Haciendo Historia» para el estado de Yucatán, integrada por el partido Morena, el Partido del Trabajo (PT) y el Partido Verde Ecologista de México.
En septiembre de 2023, Morena anunció el inicio de su proceso de selección para candidato a gobernador, al cual se registraron 27 interesados. El partido definió seleccionar a cuatro personas a través de su comité estatal y a otras tres mediante su comité nacional. Ambos organismos debían postular igual número de hombres y de mujeres. El 14 de octubre el partido designó como finalistas a siete personas: Joaquín Díaz Mena, delegado de programas para el desarrollo en Yucatán y candidato al mismo cargo en 2018; Raúl Paz Alonzo, Jorge Carlos Ramírez Marín y Verónica Camino Farjat, senadores del Congreso de la Unión; Alpha Tavera Escalante, presidente de Morena en Yucatán; Rocío Barrera Puc, diputada del Congreso de la Unión; y Jessica Saidén.
La coalición designó a su candidato mediante una encuesta. Inicialmente sus resultados iban a ser publicados el 30 de octubre, pero el comité nacional del partido decidió postergar el anuncio hasta el 10 de noviembre. El 11 de noviembre la coalición anunció como su precandidato único para la gubernatura a Joaquín Díaz Mena.
El 4 de febrero de 2024, Joaquín Díaz Mena formalizó su registro como candidato a gobernador del Estado. 

### Movimiento Ciudadano
El partido Movimiento Ciudadano (MC) decidió no formar una coalición para competir en las elecciones estatales. El 6 de noviembre de 2023 el partido designó como su precandidata a la gubernatura a Vida Gómez Herrera, diputada del Congreso del Estado de Yucatán, misma que realizó su registro ante la autoridad electoral local el 7 de febrero de 2024.  

### Partido de la Revolución Democrática
Por su parte, la dirigencia estatal del Partido de la Revolución Democrática decidió no integrarse a la coalición «Fuerza y Corazón por México» para registrar una candidatura en común a la gubernatura del Estado. El 6 de febrero de 2024 registró oficialmente a la actriz regional Jasmín López Manrique «Tina Tuyub», ante el Instituto Electoral y de Participación Ciudadana de Yucatán (IEPAC), como su candidata a la gubernatura. 
El 27 de mayo Jasmín López Manrique declinó su postulación en favor del candidato de la coalición «Sigamos Haciendo Historia», Joaquín Díaz Mena.

## Encuestas

### Por partido político
| Encuestadora          | Fecha                    | Muestra |       |       |      |      |      |      |       | O/N/NS/NC | MDE   |
| --------------------- | ------------------------ | ------- | ----- | ----- | ---- | ---- | ---- | ---- | ----- | --------- | ----- |
| Encuestadora          | Fecha                    | Muestra |       |       |      |      |      |      |       | O/N/NS/NC | MDE   |
| Rubrum                | 24 de agosto de 2022     | 1000    | 37.5% | 7.9%  | —    | —    | —    | 2.0% | 33.4% | 19.2%     | ±3.8% |
| Grupo Impacto         | 28 de agosto de 2022     | 600     | 33%   | 9%    | 3%   | 2%   | 1%   | 1%   | 35%   | 16%       | ±3.9% |
| Campaigns & Elections | 14 de septiembre de 2022 | 400     | 27%   | 14%   | —    | 19%  | 3%   | 3%   | 32%   | 2%        | ±4.9% |
| TREsearch             | 14 de septiembre de 2022 | 1000    | 26.1% | 10.4% | —    | —    | 0.2% | 1.3% | 42.4% | 17.6%     | —     |
| Demoscopia Digital    | 17 de septiembre de 2022 | 1000    | 26.8% | 11.8% | 0.3% | 0.9% | 0.8% | 3.9% | 34.7% | 21.2%     | ±3.8% |
| Rubrum                | 21 de septiembre de 2022 | 1000    | 39.7% | 6.2%  | —    | —    | —    | 1.8% | 35.7% | 16.6%     | ±3.8% |
| Rubrum                | 10 de octubre de 2022    | 1000    | 39.0% | 5.8%  | —    | —    | —    | 1.3% | 34.9% | 19.0%     | ±3.8% |
| Demoscopia digital    | 20 de octubre de 2022    | 1000    | 31.2% | 9.7%  | 1.3% | 1.2% | 1.7% | 4.2% | 30.8% | 19.9%     | ±3.9% |
| TREsearch             | 1 de noviembre de 2022   | 1000    | 31.9% | 12.8% | —    | —    | 0.2% | 3.0% | 35.4% | 16.7%     | ±3.9% |
| Rubrum                | 3 de noviembre de 2022   | 1000    | 36.1% | 5.8%  | —    | —    | —    | 1.3% | 35.4% | 19.0%     | ±3.8% |
| Rubrum                | 1 de diciembre de 2022   | 1000    | 38.1% | 7.2%  | —    | —    | —    | 1.9% | 35.2% | 17.6%     | ±3.8% |
| Grupo Impacto         | 1 de febrero de 2023     | 600     | 44%   | 6%    | 2%   | 1%   | 1%   | 3%   | 25%   | 18%       | ±3.9% |
| Campaigns & Elections | 3 de febrero de 2023     | 400     | 39%   | 10%   | —    | 2%   | 4%   | 5%   | 40%   | —         | ±4.9% |
| Campaigns & Elections | 16 de marzo de 2023      | 400     | 43%   | 8%    | —    | 1%   | 3%   | 5%   | 40%   | —         | ±4.9% |
| Campaigns & Elections | 11 de mayo de 2023       | 400     | 43%   | 8%    | —    | 1%   | 2%   | 5%   | 41%   | —         | ±4.9% |
| Rubrum                | 13 de junio de 2023      | 1000    | 38.4% | 4.2%  | —    | —    | —    | 3.8% | 38.2% | 15.4%     | ±3.8% |
| Demoscopia Digital    | 19 de junio de 2023      | 1000    | 38.7% | 6.2%  | 1.3% | 1.4% | 2.1% | 4.5% | 36.4% | 9.4%      | ±3.8% |
| Massive Caller        | 11 de julio de 2023      | 1000    | 38.4% | 6.0%  | —    | —    | —    | —    | 34.4% | 21.2%     | ±3.4% |
| Demoscopia Digital    | 18 de julio de 2023      | 1000    | 41.2% | 3.7%  | 1.1% | 1.2% | 1.9% | 3.3% | 38.7% | 8.9%      | ±3.8% |
| Campaigns & Elections | 6 de agosto de 2023      | 400     | 45%   | 7%    | —    | 1%   | 2%   | 4%   | 41%   | —         | ±4.9% |
| Rubrum                | 8 de agosto de 2023      | 1000    | 38.4% | 6.3%  | —    | —    | —    | 2.8% | 37.1% | 15.4%     | ±3.8% |
| Demoscopia Digital    | 20 de agosto de 2023     | 1000    | 39.7% | 2.8%  | 1.3% | 1.7% | 1.2% | 2.5% | 42.5% | 8.3%      | ±3.8% |
| Massive Caller        | 22 de agosto de 2023     | 1000    | 37.9% | 6.6%  | —    | —    | —    | —    | 36.0% | 19.5%     | ±3.4% |
| Demoscopia Digital    | 11 de septiembre de 2023 | 1000    | 39.4% | 3.5%  | 1.2% | 0.9% | 2.1% | 4.1% | 40.4% | 14.7%     | ±3.8% |

### Por candidato
| Encuestadora            | Fecha                           | Muestra | Barrera | López | Díaz  | Gómez | N/NS/NC | MDE    |
| ----------------------- | ------------------------------- | ------- | ------- | ----- | ----- | ----- | ------- | ------ |
| Encuestadora            | Fecha                           | Muestra |         |       |       |       | N/NS/NC | MDE    |
| Campaigns & Elections   | 25 de octubre de 2023           | 1000    | 47%     | —     | 37%   | 4%    | 12%     | ±4.9%  |
| Campaigns & Elections   | 11 de noviembre de 2023         | 1000    | 45%     | —     | 37%   | 3%    | 15%     | ±4.9%  |
| Electoralia             | 12 de noviembre de 2023         | 1000    | 52.1%   | —     | 44.2% | —     | 3.7%    | ±3.5%  |
| Campaigns & Elections   | 4 de diciembre de 2023          | 1000    | 45%     | —     | 33%   | 7%    | 15%     | ±4.9%  |
| Massive Caller          | 4 de diciembre de 2023          | 1000    | 43.2%   | —     | 35.6% | 9.8%  | 11.4%   | ±3.4%  |
| La Encuesta MX          | 5 de diciembre de 2023          | 1000    | 50.9%   | —     | 41.4% | 4.5%  | 3.2%    | ±3.5%  |
| Rubrum                  | 19 de diciembre de 2023         | 1000    | 43.2%   | —     | 39.2% | 4.9%  | 12.7%   | ±3.8%  |
| La Encuesta MX          | 19 de diciembre de 2023         | 1000    | 51.4%   | —     | 40.5% | 5.2%  | 2.9%    | ±3.5%  |
| Rubrum                  | 2 de enero de 2024              | 1000    | 44.5%   | —     | 39.1% | 2.2%  | 14.2%   | ±3.8%  |
| Poligrama               | 2 de enero de 2024              | 1000    | 39.4%   | —     | 34.6% | 3.7%  | 22.3%   | ±3.1%  |
| Campaigns & Elections   | 9 de enero de 2024              | 400     | 44%     | —     | 35%   | 5%    | 16%     | ±4.9%  |
| La Encuesta MX          | 11 de enero de 2024             | 1000    | 50.8%   | —     | 41.7% | 4.8%  | 2.7%    | ±3.5%  |
| Massive Caller          | 16 de enero de 2024             | 1000    | 44%     | —     | 33.3% | 5.5%  | 17.2%   | ±3.4%  |
| De las Heras Demotecnia | 25 a 28 de enero de 2024        | 1000    | 26%     | —     | 47%   | 2%    | 25%     | ±3.2%  |
| Rubrum                  | 30 de enero de 2024             | 1000    | 43.9%   | —     | 35.2% | 3.1%  | 17.8%   | ±3.8%  |
| Electoralia             | 3 de febrero de 2024            | 1000    | 50.5%   | —     | 42.1% | 4.2%  | 3.2%    | ±3.5%  |
| Campaigns & Elections   | 19 de febrero de 2024           | 400     | 47%     | —     | 40%   | 4%    | 10%     | ±4.9%  |
| Demoscopia digital      | 24 de febrero de 2024           | 1000    | 43.2%   | —     | 38.9% | 3.8%  | 14.1%   | ±3.8%  |
| Rubrum                  | 1 de marzo de 2024              | 1000    | 46.1%   | 2.3%  | 39.5% | 2.9%  | 9.2%    | ±3.8%  |
| Electoralia             | 5 de marzo de 2024              | 1000    | 49.1%   | 2.7%  | 41.2% | 3.7%  | 6.0%    | ±3.5%  |
| Campaigns & Elections   | 5 de marzo de 2024              | 400     | 47%     | 3%    | 38%   | 3%    | 9%      | ±3.5%  |
| Gobernarte              | 6 de marzo de 2024              | 1500    | 44%     | —     | 37%   | 4%    | 15%     | ±3.7%  |
| De las Heras Demotecnia | 14 a 17 de marzo de 2024        | 1000    | 24%     | 1%    | 41%   | 1%    | 33%     | ±3.2%  |
| Campaigns & Elections   | 1 de abril de 2024              | 400     | 45%     | 4%    | 39%   | 4%    | 8%      | ±4.9%  |
| Rubrum                  | 2 de abril de 2024              | 1000    | 46.4%   | 3.4%  | 39.3% | 2.7%  | 8.2%    | ±3.8%  |
| Grupo Impacto           | 2 de abril de 2024              | 400     | 44%     | 2%    | 38%   | 3%    | 13%     | ±3.9%  |
| Demoscopia digital      | 2 de abril de 2024              | 1000    | 43.2%   | —     | 38.9% | 3.8%  | 14.1%   | ±3.8%  |
| Electoralia             | 5 de abril de 2024              | 1000    | 47.9%   | 3.1%  | 42.4% | 3.5%  | 3.1%    | ±3.5%  |
| Enkoll                  | 12 a 17 de abril de 2024        | 1005    | 43%     | 1%    | 48%   | 2%    | 6%      | ±3.1%  |
| De las Heras Demotecnia | 25 a 29 de abril de 2024        | 1000    | 44%     | 1%    | 53%   | 2%    | —       | ±3.2%  |
| Campaigns & Elections   | 29 de abril de 2024             | 400     | 45%     | 4%    | 35%   | 5%    | 11%     | ±4.9%  |
| Covarrubias y Asociados | 29 de abril a 5 de mayo de 2024 | 1200    | 36%     | 1%    | 42%   | 2%    | 19%     | ±2.83% |
| La Encuesta MX          | 2 de mayo de 2024               | 1000    | 46.3%   | 2.9%  | 43.7% | 3.8%  | 3.3%    | ±3.5%  |
| Demoscopia digital      | 6 de mayo de 2024               | 1000    | 43.2%   | 3.9%  | 40.5% | 2.6%  | 9.8%    | ±3.8%  |
| Massive Caller          | 9 de mayo de 2024               | 1000    | 44.7%   | 1.7%  | 36.1% | 5.8%  | 11.7%   | ±3.4%  |
| Campaigns & Elections   | 13 de mayo de 2024              | 400     | 44%     | 4%    | 36%   | 4%    | 12%     | ±4.9%  |
| La Encuesta MX          | 13 a 15 de mayo de 2024         | 1000    | 45.9%   | 2.8%  | 43.2% | 4.3%  | 3.8%    | ±3.5%  |
| Massive Caller          | 16 de mayo de 2024              | 1000    | 45.2%   | 1.4%  | 37.1% | 5.9%  | 10.4%   | ±3.8%  |
| De las Heras Demotecnia | 16 a 19 de mayo de 2024         | 1000    | 30%     | 0%    | 47%   | 3%    | 20%     | ±3.2%  |
| El Universal            | 16 a 20 de mayo de 2024         | 1000    | 53.9%   | 0.2%  | 41.5% | 4.4%  | —       | 3.1%   |
| MEBA                    | 17 a 20 de mayo de 2024         | 1000    | 35.9%   | 1%    | 43.2% | 3%    | 16.9%   | ±3.8%  |
| Massive Caller          | 22 de mayo de 2024              | 1000    | 51.3%   | 2.0%  | 40.5% | 6.2%  | —       | ±3.4%  |
| Campaigns & Elections   | 28 de mayo de 2024              | 400     | 44%     | 4%    | 38%   | 4%    | 10%     | ±4.9%  |
| La Encuesta MX          | 29 de mayo de 2024              | 1000    | 46.9%   | 2.5%  | 42.6% | 3.9%  | 4.1%    | ±3.5%  |
| Massive Caller          | 29 de mayo de 2024              | 1000    | 51.7%   | 2.3%  | 40.5% | 5.5%  | —       | ±3.4%  |

## Resultados

### Gubernatura
|  | 42.57 % |

|  | 51.48 % |

|  | 4.78 % |

|  | 4.13 % |

|  | 33.86 % |

|  | 42.16 % |

|  | 6.56 % |

|  | 1.74 % |

|  | 3.69 % |

|  | 0.53 % |

|  | 2.14 % |

|  | 100.0 % |

1. ↑  Declinó su candidatura en favor de Joaquín Díaz Mena.[3]

### Congreso del Estado
|  | 38.92 % |

|  | 32.43 % |

|  | 7.86 % |

|  | 5.21 % |

|  | 5.34 % |

|  | 3.51 % |

|  | 2.62 % |

|  | 0.91 % |

|  | 0.05 % |

|  | 3.38 % |

|  | 100 % |

### Ayuntamientos

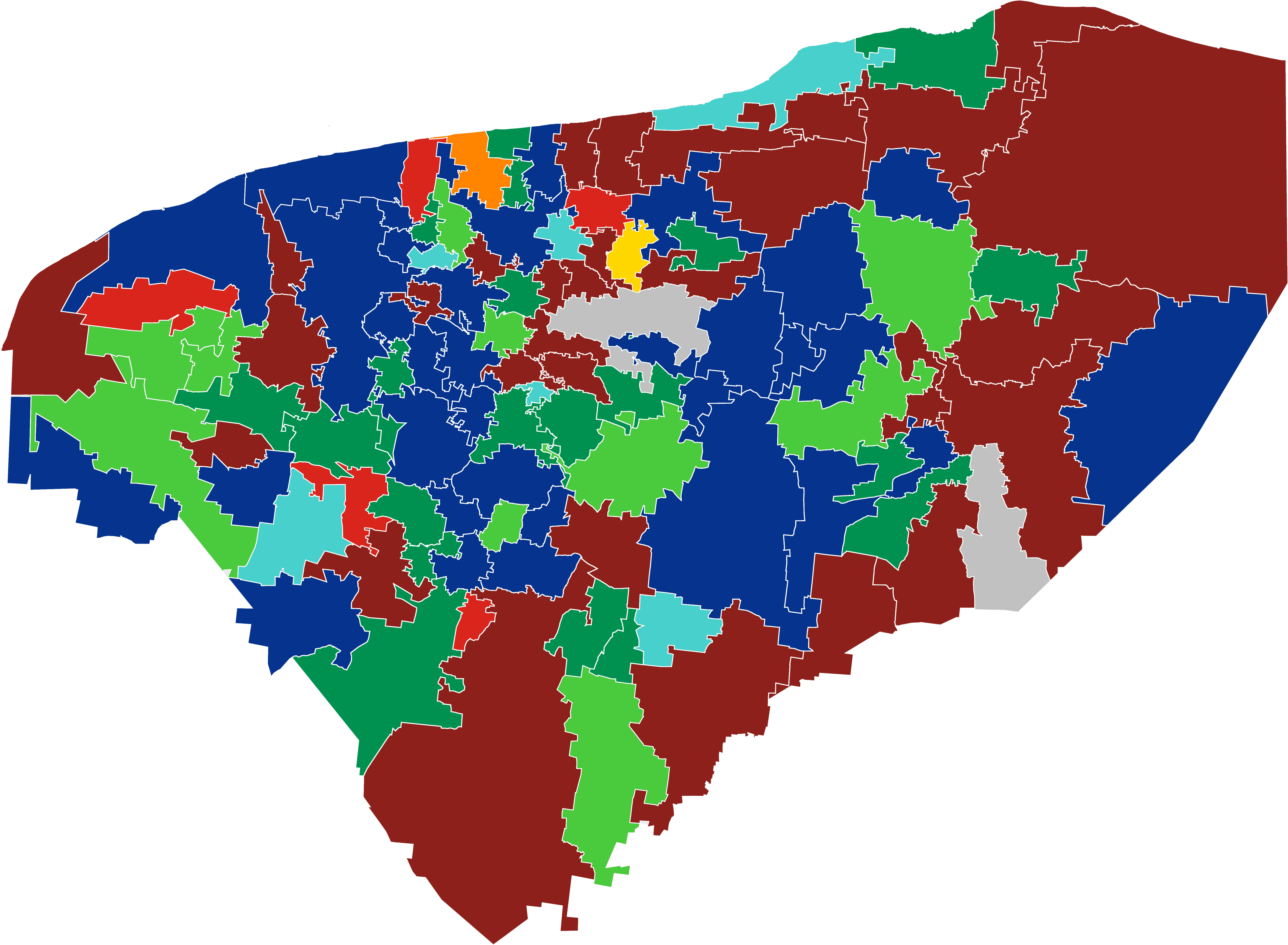
Distribución de las ayuntamientos por partido:

|  | 36.09 % |

|  | 33.62 % |

|  | 8.65 % |

|  | 5.34 % |

|  | 5.04 % |

|  | 3.87 % |

|  | 3.72 % |

|  | 0.99 % |

|  | 97.33 % |

|  | 2.67 % |